# Colhuantzíncatl
Colhuantzíncatl (del náhuatl: Kolwahkantsinkatl ‘morador de Colhuacan’‘Kolwahkantsinko, lugar de Colhuacan o montaña curva; -katl, morador de’) en la mitología mexica es un espíritu o dios menor de la embriaguez, y es uno de los cuatrocientos espíritus o dioses menores de los borrachos llamados Centzon Totochtin, los cuatrocientos hijos de Patécatl y Mayáhuel, él cual venerado bajo la forma de un conejo.